# Batyskaf

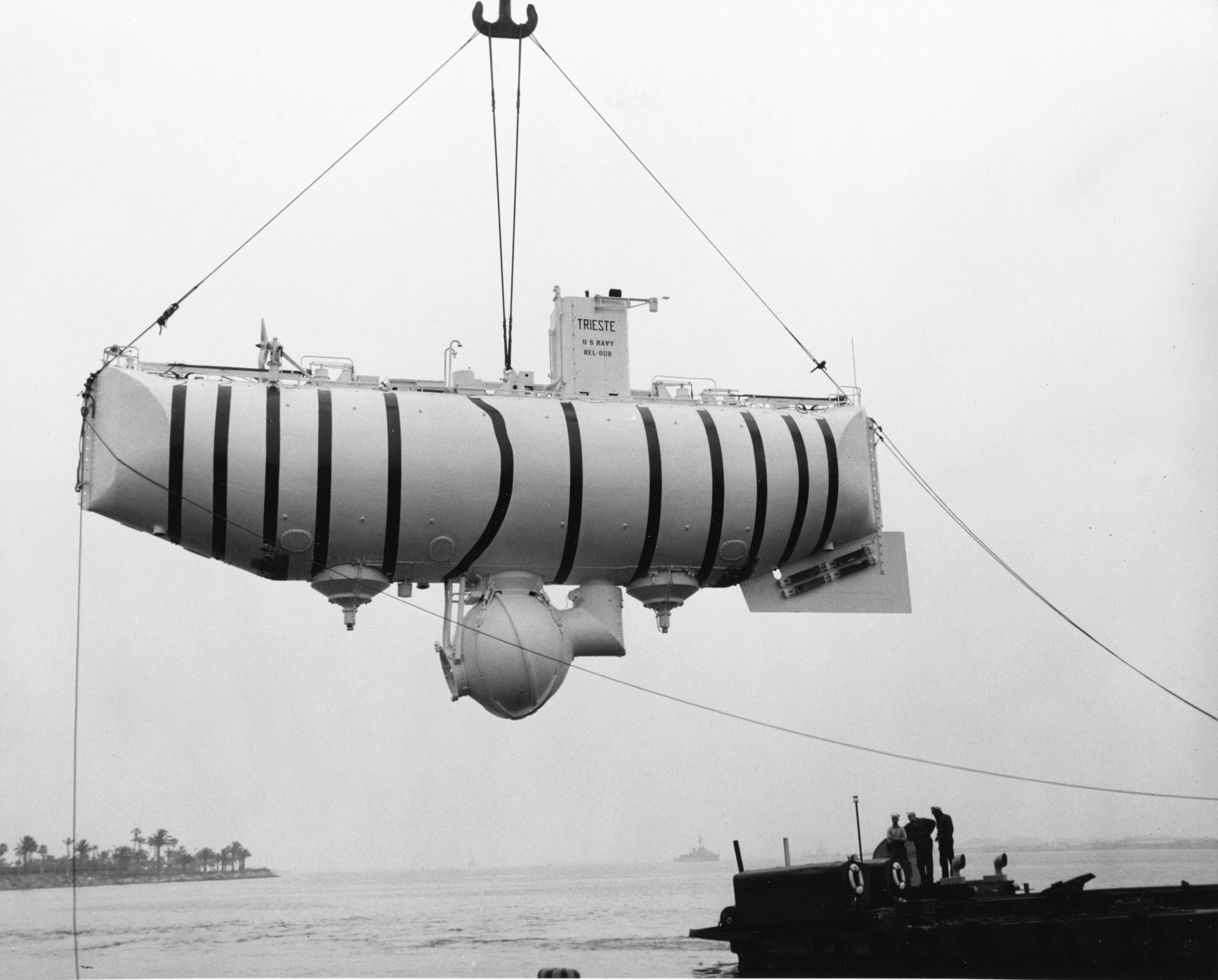
Batyskafen Trieste som användes av Auguste Piccard

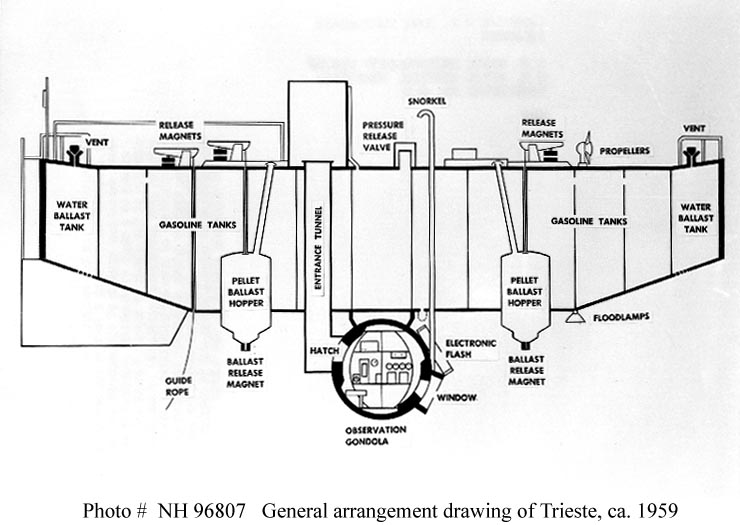
Ritning av Trieste. Besättningens plats är i batysfären underst på farkosten.

Batyskaf är en tidig undervattensmaskin uppfunnen år 1938 av Auguste Piccard. Batyskafen är byggd för att klara av det enorma trycket på stora djup. Batyskafen Trieste var den första farkost att nå botten av Marianergraven 1960. Farkostens mekanism påminner om en luftballongs, den saknar framdrivningsmaskineri och klarar av att dyka till betydligt större djup än ubåtar. Batyskafen fungerar i princip som en varmluftsballong. Batyskafen kan bara göra ett dyk och en uppstigning, därefter måste den laddas om med ballast och fotogen.
Auguste Piccard konstruerade namnet batyskaf av de gammalgrekiska orden βαθύς bathys ("djup") och σκάφη skaphē ("skepp").

## Funktion
För att dyka fyller batyskafen lufttankarna med havsvatten. Till skillnad från ubåtar kan batyskafen inte blåsa tankarna med komprimerad luft för uppstigning då det inte är praktiskt möjligt att bygga en tank med komprimerad luft som har större tryck än det omgivande vattnet på djup av ett par tusen meter. Istället har farkosten med sig ballast i form av järnkulor som släpps varefter farkosten stiger. Om något skulle gå fel och fartyget blir strömlöst släpps ballasten automatiskt. Järnkulor används som barlast i stället för blykulor för att elektromagneter runt utloppsöppningarna gör att järnkulorna genom magnetfältet bildar en propp som stoppar utflödet tills att strömmen bryts.
För att reglera nedstigningshastigheten finns stora tankar fyllda med fotogen. Detta har fördelen att fotogen inte kan komprimeras och tankarna därför inte behöver byggas för att stå emot det omgivande vattnets tryck då oförändrat tryck råder inne i tanken. Fotogen har lägre densitet än vatten och ger alltså positiv flytkraft till farkosten. Önskar man dyka snabbare släpper man ut lite fotogen och ersätter med havsvatten och minskar på så vis fartygets positiva flytkraft.

## Trieste
Trieste var den tredje batyskaf som Piccard byggde. Den första fick namnet FNRS2 efter den belgiska organisationen Fonds National de la Recherche Scientifique, (Picards ballong hade namnet FNRS). Den andra, FNRS3, byggdes i samarbete med Frankrikes flotta och gavs bättre sjövärdighet. På grund av samarbetssvårigheter med fransmännen hoppade Picard av projektet och byggde med ekonomisk hjälp från USA den tredje, Trieste. Trieste köptes av amerikanska flottan 1957. År 1960 dök Trieste ned till den djupaste punkten på jorden, Challengerdjupet i Marianergraven, 10 911 meter under havsytan. Några år efter rekorddykningen moderniserades Trieste och fick namnet Trieste II. Den deltog i många forskningsprojekt och tjänstgjorde även i den amerikanska flottan. Till slut överfördes den till amerikanska flottans museum i Keyport i Washington.